# Пенні Маршалл
Керол Пенні Маршалл (англ. Carole Penny Marshall; нар. 15 жовтня 1943, Бронкс, Нью-Йорк — пом. 17 грудня 2018, Лос-Анджелес, Каліфорнія) — американська акторка, продюсерка і режисерка. Режисерувала фільми «Пробудження», «Їхня власна ліга», «Великий». Сестра режисера Гаррі Маршалла.
Пенні Маршалл навчалася в Університеті Нью-Мексико. Дебютувала як акторка наприкінці 60-х років. Керол знімалася у серіалі «Дивна парочка» (1971—1975), а потім зіграла Лаверну у телесеріалі «Лаверна і Ширлі» (1976—1983). 1979 року вона знялася в одному з перших фільмів Стівена Спілберга «1941».
З 1971 до 1981 року Маршалл була одружена з актором і режисером Робом Райнером.
Пенні Маршалл померла від ускладнень діабету.

## Вибрана фільмографія

### Фільми
| Рік  | Назва українською        | Оригінальна назва          | Режисерка | Виконавча продюсерка | Продюсерка |
| ---- | ------------------------ | -------------------------- | --------- | -------------------- | ---------- |
| 1986 | Джек-стрибунець          | Jumpin' Jack Flash         | Так       | Ні                   | Ні         |
| 1988 | Великий                  | Big                        | Так       | Ні                   | Ні         |
| 1990 | Пробудження              | Awakenings                 | Так       | Так                  | Ні         |
| 1992 | Їхня власна ліга         | A League of Their Own      | Так       | Так                  | Ні         |
| 1993 | Дівчина з календаря      | Calendar Girl              | Ні        | Так                  | Ні         |
| 1994 | Людина епохи Відродження | Renaissance Man            | Так       | Так                  | Ні         |
| 1996 | Дружина священника       | The Preacher's Wife        | Так       | Ні                   | Ні         |
| 1996 | Зигзаг невдачі           | Getting Away with Murder   | Ні        | Ні                   | Так        |
| 1998 | З друзями як ці...       | With Friends Like These... | Ні        | Ні                   | Так        |
| 2001 | Сильна жінка             | Riding in Cars with Boys   | Так       | Ні                   | Ні         |
| 2003 | Ризик                    | Risk                       | Ні        | Ні                   | Так        |
| 2005 | Нокдаун                  | Cinderella Man             | Ні        | Ні                   | Так        |
| 2005 | Чаклунка                 | Bewitched                  | Ні        | Ні                   | Так        |
| 2020 | Родман                   | Rodman                     | Так       | Ні                   | Ні         |

### Акторська діяльність
| Рік  |    | Українська назва      | Оригінальна назва | Роль                                        |
| ---- | -- | --------------------- | ----------------- | ------------------------------------------- |
| 1979 | ф  | 1941                  | 1941              | міс Фіцрой                                  |
| 1990 | мс | Сімпсони              | The Simpsons      | міс Ботц (епізод: «Some Enchanted Evening») |
| 1991 | ф  | Напролом              | The Hard Way      | Енджі                                       |
| 1993 | ф  | Фокус-покус           | Hocus Pocus       | дружина чоловіка у костюмі диявола          |
| 1995 | ф  | Знайти коротуна       | Get Shorty        | сама себе                                   |
| 1998 | с  | Детектив Неш Бріджес  | Nash Bridges      | Айріс Геллер                                |
| 2004 | с  | Фрейзер               | Frasier           | Селесте                                     |
| 2006 | с  | Кістки                | Bones             | сама себе                                   |
| 2007 | ф  | Блондинка з амбіціями | Blonde Ambition   | виконавча директорка Bolo                   |
| 2011 | ф  | Старий Новий рік      | New Year's Eve    | сама себе                                   |
| 2012 | с  | Портландія            | Portlandia        | Барбара                                     |
| 2013 | с  | Сем і Кет             | Sam & Cat         | Сильвія Берк                                |
| 2016 | ф  | Нестерпні леді        | Mother's Day      | оповідач                                    |